# 座堂主任牧師
座堂主任牧師（拉丁語：decanus），又稱座堂主任、座堂牧師或牧正，天主教会称为总铎或总本堂。為聖公會和天主教会等传统基督教会的一个聖職職位，在圣公会内是座堂的主任牧师，須由主教任命，為座堂之首職，在教區中職位僅次於主教，亦在教區牧師當中具有首席的意義。

## 詞源
座堂主任dean一詞源自中世紀拉丁文decanus，即十（ten）的意思，原來的意思是一位修士管理十位修生，可以稱之為十人長。

## 聖公宗

### 頭銜
在英語中，座堂主任的頭銜為The Very Reverend，以顯示其聖品職位在牧師當中的超然性。

### 歷史
1540年，英王亨利八世因政治及宗教上的理由，下令解散英國全境的修道院，修道院長（Abbot）一職在英國教會不再沿用，而座堂主任則取代了大修院院長的身份，成了座堂的首席牧師，而因應變局的修士們則形成了後來的法政牧師（Canon）。
於是，一種新的教會制度出現了，這種以座堂主任為首，法政牧師為輔的教堂行政管理方式，原本是獨立於教區管轄之外，它基本的精神是建立在修道院聖職人員自治的基礎上。因此，擁有這種制度的教堂稱為協同教堂（Collegiate Church）。
在英國教會歷史裏，由於座堂主任繼承大修院院長的身份，而大修院院長原是羅馬天主教教宗直接賦予的，但是在英國宗教改革後，這種委任權已轉移到身兼最高领袖的英國君主手上，此後，座堂主任的調派和委任，皆直接任命，教區主教無權過問。

### 普世聖公宗情況
英國聖公會因其特殊的歷史與文化背景，形成了國教會的型態，但海外聖公會雖然繼承了英國母會同樣的禮儀傳統，但因歷史背景的不同，座堂主任不再經由王室委任，而轉移到教區主教手上。

## 天主教会
天主教会内，为了便于管理，一个较大的教区内通常会划分为若干个总铎区，每个总铎区管理一个或若干个堂区。总铎区内任命一名本堂神父为总铎，管理协调总铎区内的教务，亦称总本堂。总铎所驻的教堂称总铎座堂。